# Решетилівка (волейбольний клуб)
Збірна Полтавської області волейбольний клуб «Решетилівка» з міста Решетилівка в Полтавській області, учасник Чемпіонат України з волейболу серед чоловіків.

## Історія
Клуб створений у 2019 році за підтримки голови Полтавської обласної ради Олександра Біленького та секретаря Решетилівської міської ради Оксани Дядюнової.
Учасник Чемпіонату України в Другій Лізі та Кубку України.
Клуб сформований на базі вихованців Полтавської школи волейболу з залученням досвідчених гравців з досвідом ігор в Суперлізі та закордоном, легіонерів.
У першому ж сезоні став фіналістом Кубку України 2019—2020 та першим в історії Українського волейболу клубом з Другої ліги, що потрапив у Фінал Кубку України.
Клуб пройшов шлях від аматорського колективу до впевненого представника Вищої ліги України, що має у своєму складі 4 професійні команди, тренувальну базу та спортивний комплекс європейського рівня, низку нагород. Команда суперліги вже грала на найпрестижнішому волейбольному турнірі - Чемпіонаті Європи СЄВЗА (EEVZA).
На сьогодні волейбольний клуб представлений чотирма професійними командами:
Основна - суперліга (найвища в Україні) - чоловіча команда.
Вища ліга - жіноча команда
Перша ліга - дівчата (16-19 років). У квітні 2024 року виграли срібло на всеукраїнському турнірі "Дитяча ліга"
Друга ліга - юнаки (16-19 років). Багаторазові переможці турнірів Полтавщини.
Наші гравці регулярно отримують виклики зі збірних України з волейболу (вікові категорії U-16 - U-20) та захищають честь національної команди на міжнародній арені.
СОЦІАЛЬНІ ПРОЄКТИ КЛУБУ
Ми є партнерами збірної України з голболу, допомагаємо дітям транспортом.
Популяризуємо дитячий та підлітковий волейбол в школах Полтавщини. Роздаємо світловідбиваючі флікери, проводимо заняття.
Маємо шефство над Зіньківський дитячий будинок-інтернат ім. О.В. Синяговського.
Активно допомагаємо військовослужбовцям ЗСУ, проводимо благодійні збори на їх підтримку.

## СКЛАД КОМАНДИ СУПЕРЛІГИ

### ГРАВЦІ
Сезон 2024/2025 
| №  | Ім'я, прізвище       | Дата народження | Позиція               |
| -- | -------------------- | --------------- | --------------------- |
| 3  | Нік Сотник (К)       | 10.06.1996      | Діагональний          |
| 4  | Юсніер Моралес       | 21.08.2002      | Догравальник          |
| 5  | Мадан Еліесер        | 07.01.1997      | Діагональний          |
| 7  | Іван Кривобок        | 27.05.1999      | Догравальник          |
| 9  | Костянтин Борщенко   | 02.05.2002      | Догравальник          |
| 10 | Микола Бовсуновський | 11.04.2001      | Зв'язуючий            |
| 11 | Дмитро Цацорін       | 26.11.2003      | Центральний блокуючий |
| 12 | Олексій Дрофа        | 18.06.1995      | Догравальник          |
| 16 | Артем Рязанов        | 24.08.2007      | Центральний блокуючий |
| 17 | Михайло Бойко        | 22.12.2008      | Ліберо                |
| 18 | Самуель Харамільо    | 27.12.2002      | Зв'язуючий            |
| 19 | Євгеній Бойко        | 28.02.2005      | Ліберо                |
| 24 | Ісмаель Аломар       | 24.06.1996      | Центральний блокуючий |
| 27 | Данило Махонін       | 26.02.2003      | Центральний блокуючий |

## Усі сезони
| Сезон   | Ліга       | Місце | Кубок         | Суперкубок | Єврокубки |
| ------- | ---------- | ----- | ------------- | ---------- | --------- |
| 2019/20 | Друга ліга | 1     | Фіналіст      |            |           |
| 2020/21 | Вища ліга  | 2     | Основна сітка |            |           |
| 2021/22 | Суперліга  | 6     |               |            |           |
| 2022/23 | Суперліга  | 8     | Чвертьфінал   |            |           |
| 2023/24 | Суперліга  | 5     | Чвертьфінал   |            |           |

## Досягнення
Чемпіонат України
- Чемпіон Другої Ліги України: 2019/2020.
- Срібний призер Вищої Ліги України: 2020/2021.

Кубок України
- Фіналіст Кубка України: 2019/2020.

## Люди

### Тренер
- Ігор Семенча (2019-2020)
- Сергій Котьман (В.О) 2019-2020)
- Сергій Побережченко (2020-2021)
- Сергій Соснін (2020-2022)[3]
- Олександр Фролов (2022-2023)[4]
- Сергій Соснін (2023-2024)[5]
- Андрій Левченко (2024 - до сьогодні)

### Гравці
- Сергій Гуменюк
- Пилип Гармаш
- Руслан Шевцов

### Легіонери
- Райко Стругар
- Кирило Красневський
- Василь Донець